# Cykl wrocławski
Cykl wrocławski – cykl polskich powieści urban fantasy autorstwa Marty Kisiel, których akcja dzieje się we Wrocławiu. W 2019  książka Toń, druga w kolejności wydania, została nominowana do Nagrody im. Janusza A. Zajdla. Zdobyła także nominację do plebiscytu portalu Lubimy Czytać, co w 2021 roku powtórzyła powieść Płacz. 

## Pozycje w cyklu
| Tytuł      | Wydawnictwo | Numer ISBN             | Rok publikacji |
| ---------- | ----------- | ---------------------- | -------------- |
| Nomen omen | Uroboros    | ISBN 978-83-280-6074-6 | 2014, 2019     |
| Toń        | Uroboros    | ISBN 978-83-280-4515-6 | 2018           |
| Płacz      | Uroboros    | ISBN 978-83-280-7258-9 | 2020           |

| Tytuł       | Miejsce publikacji                             | Rok publikacji |
| ----------- | ---------------------------------------------- | -------------- |
| Toten Räume | III wydanie Nomen Omen, Wydawnictwo Mięta 2022 | 2022           |
| Toten Räume | ebook, Wydawnictwo Mięta 2022                  | 2022           |
| Echo        | II wydanie Toni, Wydawnictwo Mięta 2024        | 2024           |
| Echo        | ebook, Wydawnictwo Mięta 2024                  | 2024           |